# REA-Gips

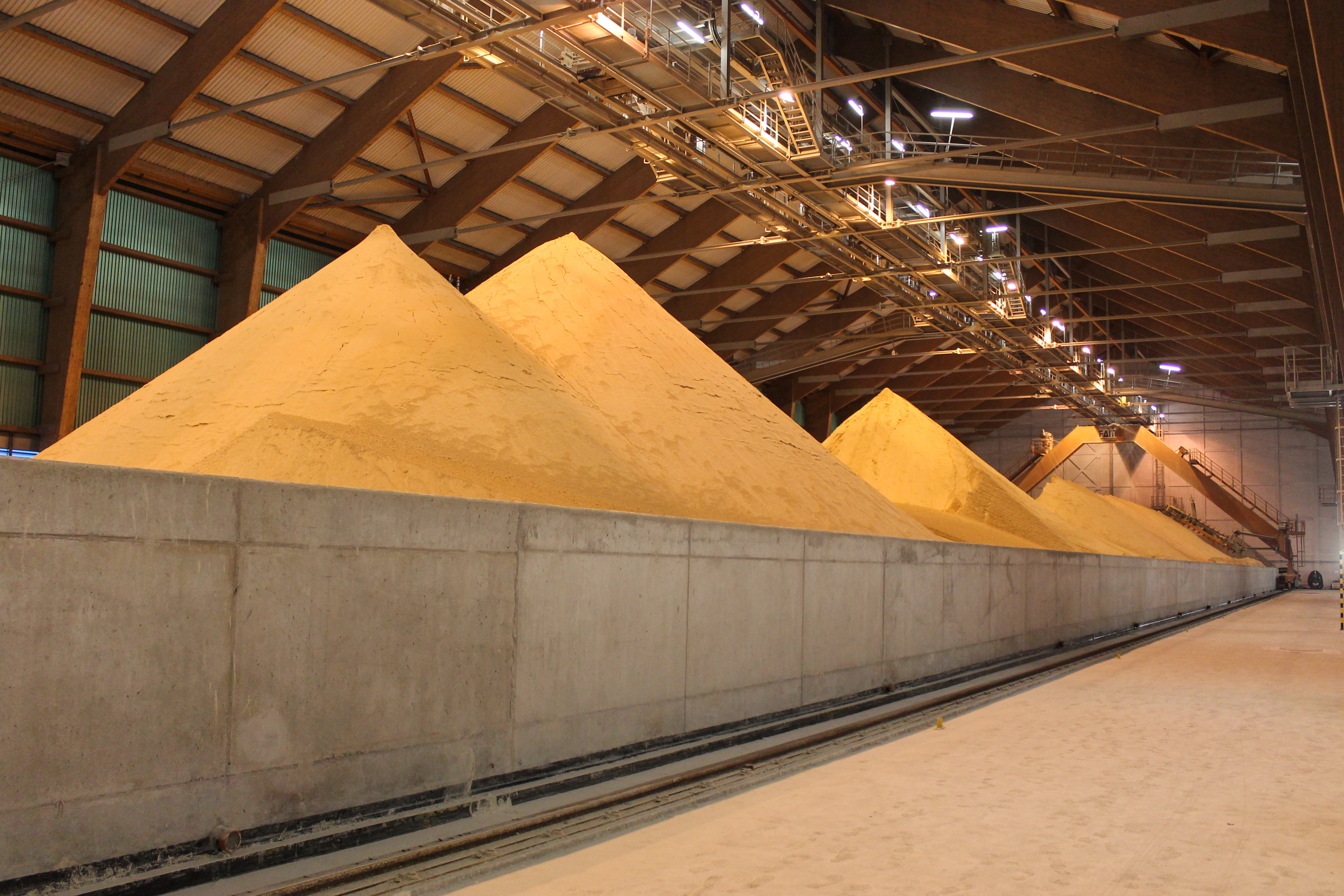
Gipsdepot im Kraftwerk Schwarze Pumpe

REA-Gips ist Gips, der aus den Rückständen von Rauchgasentschwefelungsanlagen (Abk. „REA“) gewonnen wird. Dabei reagiert das in den Abgasen, beispielsweise von Kohlekraftwerken, enthaltene Schwefeldioxid mit einer Calciumoxid- oder Calciumcarbonatsuspension in Gegenwart von Sauerstoff zu Gips.
Der so gewonnene Gips ist chemisch identisch mit dem in der Natur vorkommenden Gips (Naturgips). Oftmals ist REA-Gips sogar mit weniger Fremdstoffen verunreinigt als Naturgips. Er wird – wie Naturgips – vor allem in der Gips- und Zementindustrie zur Herstellung von Baustoffen wie Gipsputz, Gipskartonplatten oder Gips-Estrich verarbeitet. Weitere Einsatzgebiete sind die als Düngemittel, Bodenverbesserer, beim Deponiebau und zur Produktion von Halbhydrat oder Anhydrit.
Am Anfang gab es einige Bedenken hinsichtlich der Schadstoffbelastung; diese Bedenken konnten in einer mehrjährigen Studie widerlegt werden. Lediglich die durchschnittliche Quecksilbermenge weist eine nennenswerte Erhöhung auf. Bei modernen REAn ist der Gips von so hoher Qualität und Reinheit und so gering mit Schadstoffen belastet, dass er bis auf wenige Spezialanwendungen (wie z. B. für medizinische Zwecke) den Naturgips größtenteils oder vollständig ersetzen kann. Hierdurch reduziert sich die Notwendigkeit, den Naturgips in Steinbrüchen abzubauen. Da ein solcher Steinbruch immer einen Eingriff in möglicherweise wertvolle Ökosysteme bedeutet, ist diese Reduzierung aus Sicht des Naturschutzes wünschenswert.
In den Industrienationen fällt REA-Gips heute teilweise in Mengen an, die über der Nachfrage liegen, so dass Überschüsse trotz guter Qualität als Abfall deponiert werden müssen. Bei Braunkohlekraftwerken, die in großer Menge REA-Gips produzieren, kann der überschüssige Gips zum Beispiel zum Verfüllen von Tagebaurestlöchern benutzt werden, aus denen die Kohle für das Kraftwerk kommt.

## Situation in Deutschland
Im Jahr 2021 wurde etwa 40 % des jährlich rund 10 Millionen Tonnen schweren Gipsbedarfs in Deutschland durch REA-Gips gedeckt. Mit dem schrittweisen Rückgang der Kohleverstromung – dessen endgültiges Ende spätestens 2038 gemäß Kohleverstromungsbeendigungsgesetz erfolgen soll (bei vorgezogenem Kohleausstieg entsprechend früher) – sinkt auch die REA-Gips-Produktion und wird letztlich ganz eingestellt. Für das Jahr 2025 wird bereits ein Rückgang des Anteils auf etwa 35 % prognostiziert.